# Faragouaran
Faragouaran is een gemeente (commune) in de regio Sikasso in Mali. De gemeente telt 10.500 inwoners (2009).